# 和谐3B型电力机车
和谐3B型电力机车（HXD3B）是中国铁路的電力機車车型之一，由中国北车集团大连机车车辆有限公司及德国庞巴迪运输集团联合研制，是在HXD3型电力机车设计制造技术平台的基础上，借鉴庞巴迪公司的IORE型电力机车，为满足中国铁路重载货运需要而研发的大功率交流传动干线货运用六轴电力机车，持续功率为9600千瓦，最高运行速度为120公里/小时。

## 发展历史

### 背景
2004年，中华人民共和国国务院常务会议通过了《中长期铁路网规划》，并对研究通过的铁路机车车辆装备现代化实施方案明确指出，“加快我国铁路运输装备现代化，要按照引进先进技术、联合设计生产、打造中国品牌的总体要求”。根据国务院确立的上述方针，国家发改委与中华人民共和国铁道部于2004年7月联合下达了《大功率交流传动电力机车技术引进与国产化实施方案》，正式开始了新型交流传动电力机车的采购过程。2004年至2005年期间，株洲电力机车公司、大同电力机车公司、大连机车车辆公司分别与西门子、阿尔斯通、东芝公司合作，引进了420台大功率交流传动电力机车。
为解决中国铁路运输运能问题、实现中国铁路干线货运重载、快捷运输的目标，中国铁道部于2006年6月又制定了六轴9600千瓦大功率交流传动电力机车的技术方案并确定了项目执行模式，中国技术进出口总公司启动了由铁道部委托承办的大功率交流传动9600千瓦六轴货运电力机车招标采购项目，并与铁道部指定的中国北车集团大连机车车辆有限公司及其合作伙伴德国庞巴迪运输集团进行商务和技术谈判。2007年2月11日，经过连续半年的技术谈判，中国铁道部、中国技术进出口总公司与大连机车车辆有限公司、庞巴迪运输集团在北京签订了500台和谐型大功率交流传动六轴9600千瓦货运电力机车的采购合同，其中并包括部件采购合同和驱动装置制造技术转让协议，合同总值11亿欧元（113亿元人民币），其中庞巴迪的份额约3.7亿欧元，时任中国铁道部副总工程师兼运输局局长张曙光、庞巴迪公司执行副总裁那瓦利（André Navarri） 以及相关各方代表均出席了签约仪式。

### 研制

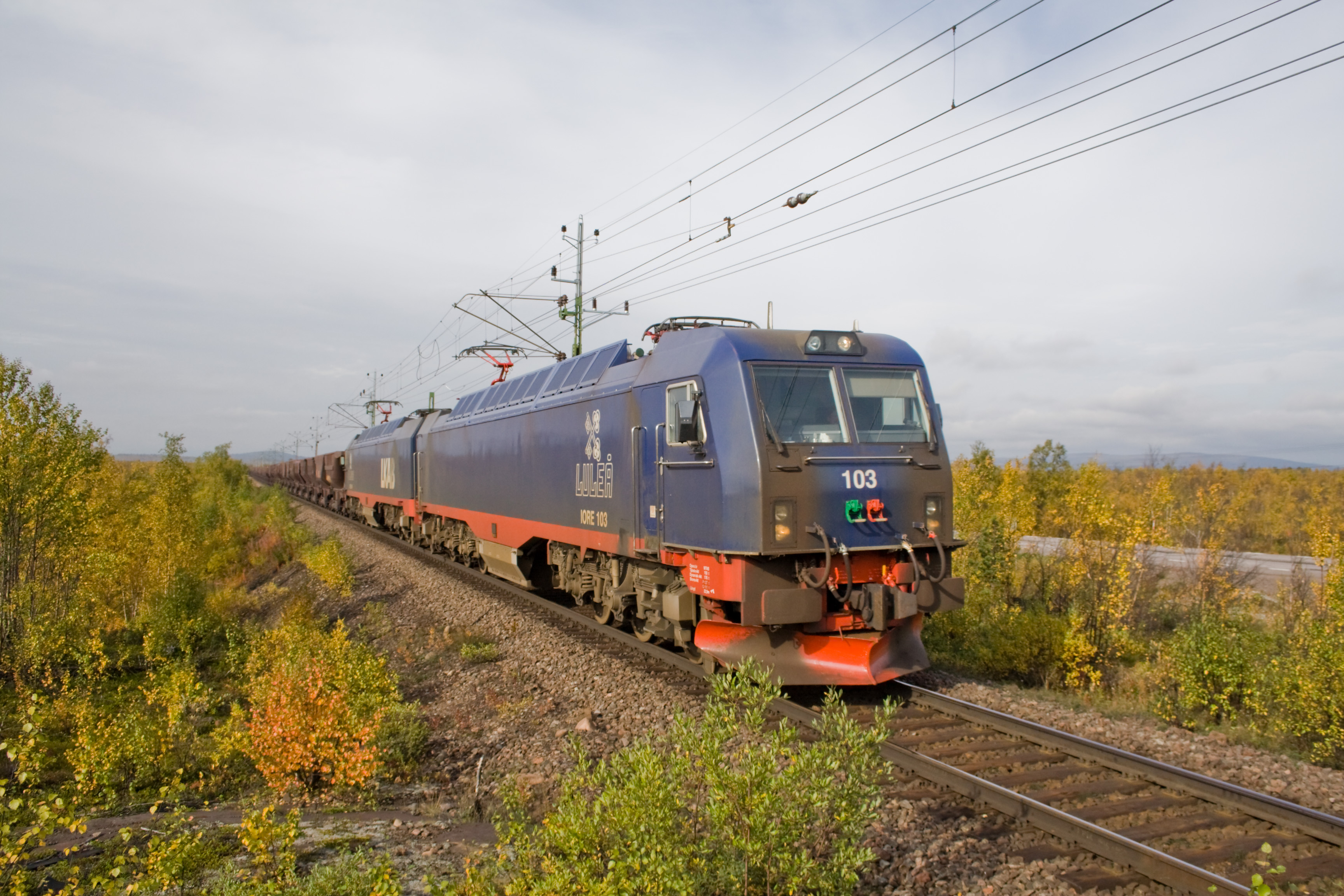
HXD3B型电力机车的原型车——IORE Kiruna

新机车被定型为HXD3B型，其中“HX”是“和谐”的汉语拼音首字母缩写、“D”代表电力机车、“3”为代表大连机车车辆公司的生产厂商代号，通称为“和谐”3B型电力机车。根据合同规定，HXD3B型电力机车由大连机辆公司负责进行整车主要设计，并由庞巴迪公司帮助设计校核；而牵引系统及控制设备的技术设计及支援由庞巴迪公司提供，首数套牵引系统及控制设备将在庞巴迪公司位于欧洲的工厂生产，随后的生产将由庞巴迪在中国的合资公司——江苏常牵庞巴迪牵引系统有限公司，及大连机辆公司共同生产。
HXD3B型电力机车是在HXD3型电力机车设计制造技术平台的基础上，借鉴庞巴迪公司为瑞典卢基矿业公司（LKAB）设计制造的IORE型电力机车，为满足中国铁路重载货运需要而研发的大功率交流传动干线货运用六轴电力机车。机车轴式Co-Co，轴重25吨，牵引系统采用交—直—交流电传动、水冷IGBT牵引逆变器、变频异步牵引电动机、“MITRAC”微机控制系统、单轴控制技术、轮盘制动技术，单轴功率1600千瓦，额定总功率为9600千瓦，能够在平原地区单机牵引5500～6500吨货物列车，最高运行速度为120公里/小时。
2007年6月底，大连机辆公司已经完成IORE型电力机车的图纸接收及整理工作。2008年上半年，大连机辆公司完成了三次设计评审和三次设计联络会，并通过了转向架、车体、牵引系统、微机控制系统、主变压器等的部级设计评审。2008年9月，第四次设计联络会在北京进行，HXD3B型电力机车进入生产、试制阶段，开始投料试制车体、构架等主要部件；主变压器完成了例行试验后，于2008年10月通过国家变压器质量监督检验中心沈阳变压器研究所的型式试验。2008年11月底，首台机车开始进入总组装流水线。2008年12月29日，首台HXD3B型电力机车在大连下线。

### 试验
2009年2月初，HXD3B型0001号机车完成了为时一个多月的厂内调试。2009年2月7日，机车在沈大铁路大连至瓦房店区间进行了首次正线重载牵引试验；2月14日，机车被送往中国铁道科学研究院北京环形铁道试验基地进行型式试验和综合性能试验。2009年4月6日至9日，HXD3B型0001号机车赴广州铁路集团公司管内进行牵引试验，先后在京广铁路株洲至衡阳区间、沪昆铁路株洲至娄底区间试运行；4月16日至17日，机车又在太原铁路局管内同蒲铁路湖东至原平区段进行动力学及动应力试验。经过首台机车的运用考核和生产工艺结构改进，HXD3B型电力机车于2009年9月投入批量生产；2012年2月20日，大连机辆公司完成了500台机车的生产任务
。

### 运用
2009年10月，首二台HXD3B型电力机车（0001、0002）配属上海铁路局南京东机务段投入京沪铁路试运行，初期主要担当南京东至常州的货物列车牵引任务。根据当时铁道部原定的机车配属计划，首批HXD3B型电力机车原计划大批量配属南京东机务段，替换原有的HXD3型电力机车，但由于京九铁路北线电气化改造工程（北京西至乐化段）将提早于2009年12月完成，需要较大数量的电力机车来满足京九线的货运需要，因此铁道部决定先将HXD3B型电力机车改为投放到京九线使用，而南京东机务段在较后时间配属HXD2B型电力机车。2009年11月，北京铁路局丰台机务段丰台车间、天津北车间开始配属HXD3B型机车，而南京东机务段的0001、0002号机车改由阜阳机务段临时支配，用于司机教学，后来亦改配属丰台机务段。2009年12月29日，京九铁路电气化竣工开通，HXD3B型机车开始担当南仓、丰台西至阜阳北间的货物列车牵引任务。
2010年2月起，沈阳铁路局的苏家屯机务段、大连机务段、锦州机务段也开始大批量配属HXD3B型电力机车，投入京哈铁路、沈大铁路、沈山铁路、津山铁路运用，担当大连金州至哈尔滨、苏家屯至营口鲅鱼圈、南仓至沈阳西的货物列车牵引任务。2010年7月，由于邢贡联络线建成通车，北京铁路局石家庄电力机务段开始支配运用HXD3B型机车，担当石家庄至南仓、北塘西间货物列车牵引任务。而在大鄭鐵路2018年4月完成電氣化後，瀋局HXD3B交路亦延伸至霍林河，與通遼機務段的HXD2混合使用。
2014年7月1日起，北京铁路局丰台机务段HXD3B机车开始担当北京西至安庆间K1071/1072次客运列车牵引任务，交路为北京西至阜阳。其中部分时段由毛泽东号机车HXD3B-1893负责牵引。同年12月，毛泽东号机车更换为HXD3D型客运电力机车。

## 技术特点

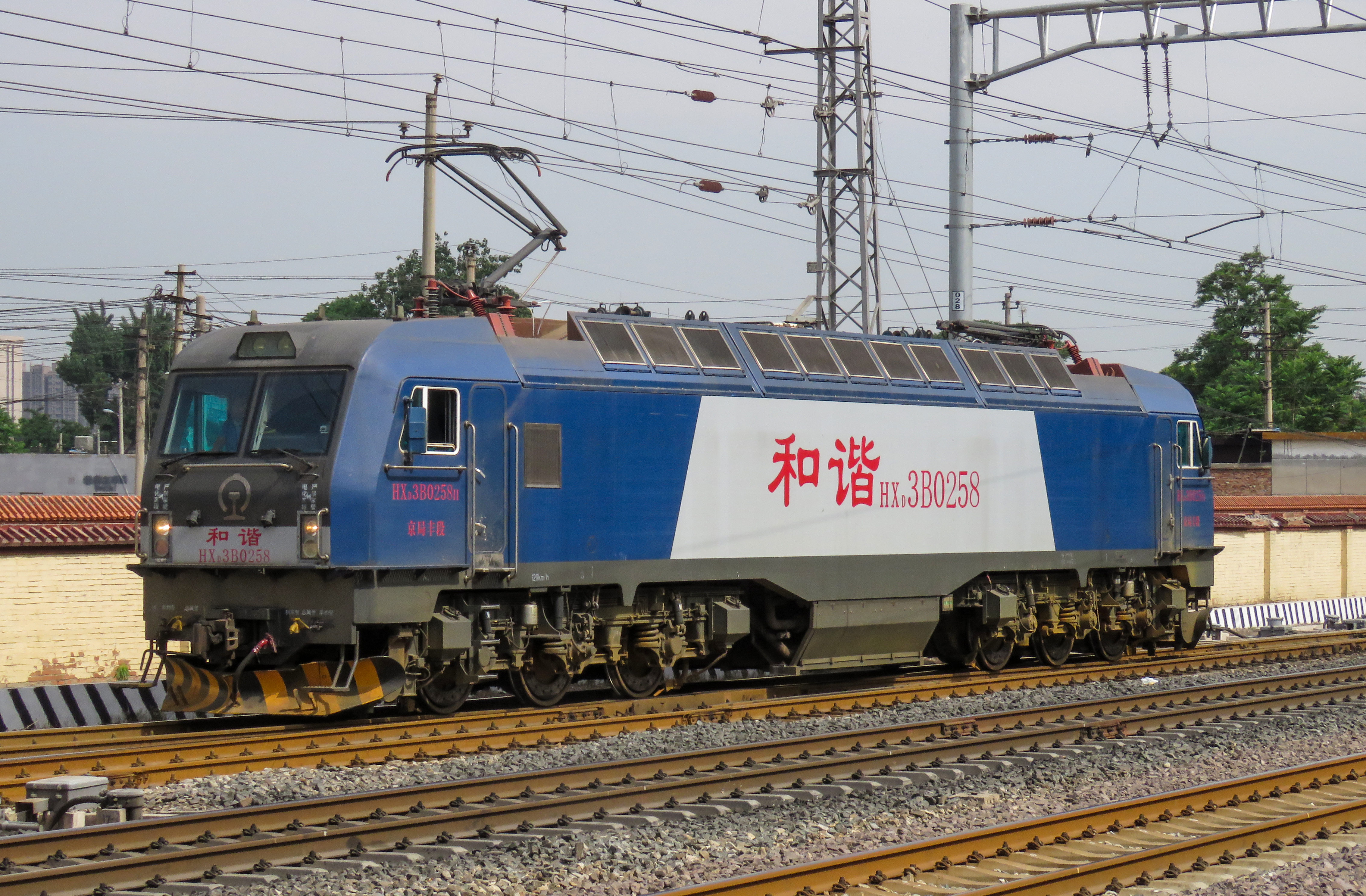
HXD3B型0258号机车

### 总体布置
HXD3B型电力机车是六轴大功率干线货运电力机车，车体采用整体承载结构及模块化设计，两端各设有一个司机室，司机可在任何一端司机室对机车进行控制；车内设备布置以两侧屏柜化、平面斜对称布置，并设宽600毫米的中央通道，通道左右两侧设有主变流装置、通风机、空气压缩机等设备，车上并为司机提供了冰箱、微波炉、卫生间等生活设施。每台机车车顶设有两台TSG15型单臂式受电弓，而真空断路器、接地开关、高压隔离开关、避雷器、高压电压互感器、高压电流传感器等高压电器集成在机械间内的高压柜中，提高机车雨雾等天气抗污闪能力；车顶中央顶盖上设有检修升降口，由此上车顶进行检修和维修作业。牵引变压器采用卧式悬挂结构，吊装于车底中部。
机车冷却系统主要包括油水冷却塔通风系统、机械间辅助通风系统、牵引通风机通风系统、空调通风系统等，机车采用独立通风方式，从侧墙上部进风百叶窗吸入冷风，通过独立冷却风道向发热部件冷却后从车底排出，并维持机械间呈微正压，改善机车防尘效果及防寒性能。机车轴式为Co-Co，持续功率为9600千瓦；机车轴重为25吨。空气制动系统采用克诺尔公司的“CCB II”微机控制电空制动系统；机车单机以120公里/小时的速度在平直道上施行紧急空气制动时，最大制动距离小于1100米。

### 电气系统
HXD3B型电力机车是交—直—交流电传动的单相工频交流电力机车，机车主电路由主变压器、牵引变流器、牵引电动机三大部分构成。接触网导线上的25千伏工频单相交流电电流，经受电弓、主断路器进入机车后再输入主变压器，交流电经过主变压器的六个牵引绕组降压后向牵引变流单元供电；单相交流电经过六组四象限脉冲整流器整流为直流电，每二组四象限整流器向一个中间直流回路供电，一个中间直流回路向二组牵引逆变器供电，六组逆变器将直流电转换成三相交流电输出，每组逆变器向一台异步牵引电动机供电，实现机车的轴控驱动，使牵引电动机产生转矩，将电能转变为机械能，经过齿轮的传递驱动轮对。
机车主变压器为一体化多绕组（全去耦）变压器，具有高阻抗、重量轻等特点，并包含了三台谐振电抗器，变压器采用下悬式安装、强迫导向油循环风冷却。每台机车设有3个主变流器柜，每台主变流器柜由二个四象限脉冲整流器、一个中间直流环节、二个两点式电压型PWM逆变器和一个辅助变流器组成；功率控制模块采用水冷IGBT变流模块（4500V/600A），中间直流电压为2800伏特。HXD3B型机车采用庞巴迪MITRAC TM-3800N型牵引电动机，该型电动机为六极鼠笼式三相异步牵引电动机，电动机采用全叠片结构，额定功率为1632千瓦，额定电压为2183伏特，冷却方式为强迫通风，采用直接磁通控制方式（DFC），来实现电动机转矩的控制。
HXD3B型机车设有三个IGBT辅助变流器，由主变流器中间直流环节供电，将直流电逆变为三相交流电。 正常情况下三个变流器的其中一个为恒频恒压变流器（CVCF），为水泵、油泵、空调、空气压缩机、蓄电池充电机等设备供电；二个为变频变压变流器（VVVF），向两台复合冷却塔风机和六台牵引通风机电。当机车通过分相区时，辅助变流器改由再生制动产生的电能供电。

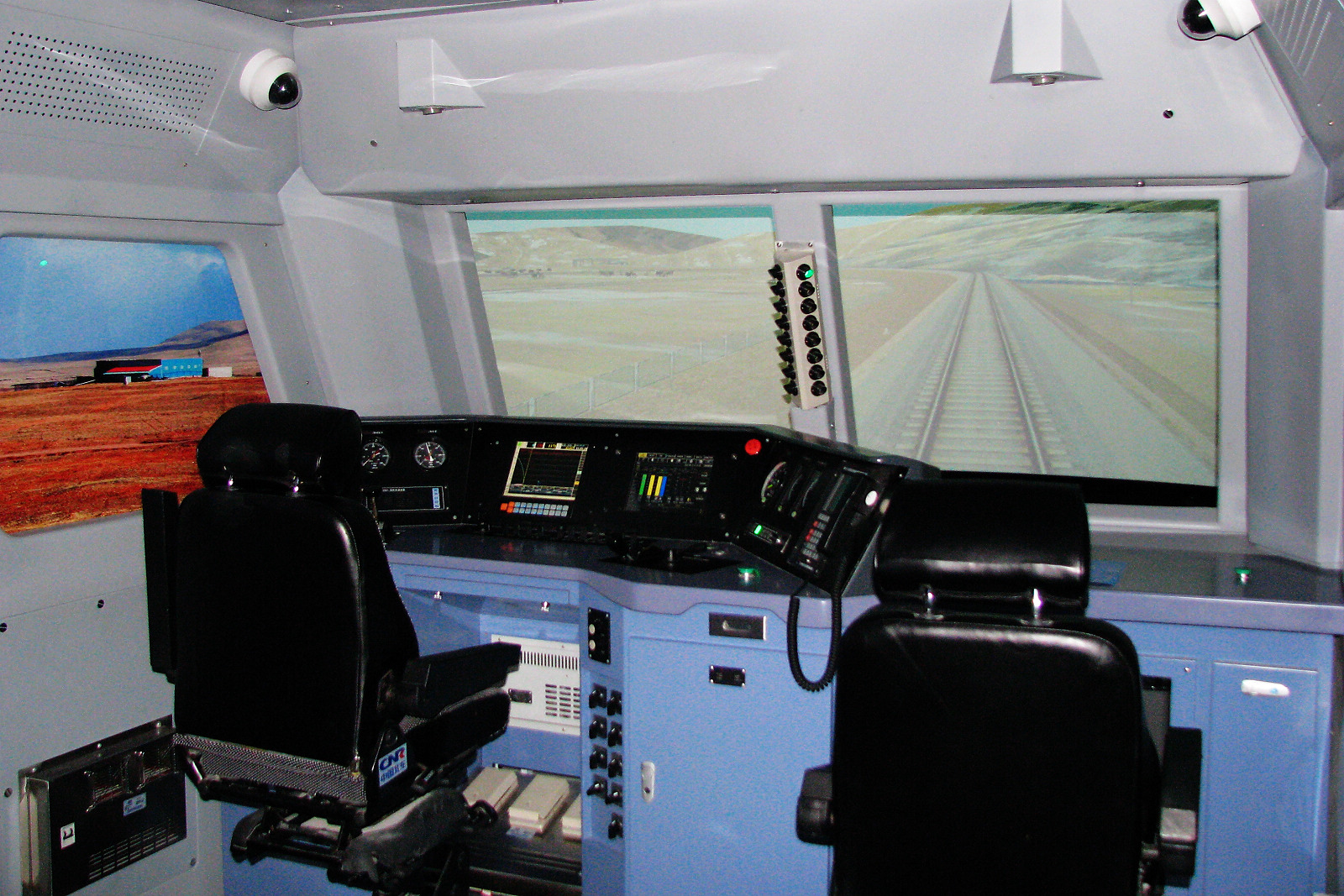
由大连机辆公司和西南交通大学开发的HXD3B型电力机车驾驶模拟器

### 控制系統
HXD3B型电力机车采用庞巴迪公司的“MITRAC”微机控制系统，以国际标准的列车通信网络（TCN）和以太网作为通信网络。网络控制系统为分布式计算机体系，采用微处理器，按功能可划分为列车控制级、机车控制级以及驱动控制级，包括了机车控制单元、牵引控制单元、司机显示单元、制动控制单元、以太网交换单元、网关等设备。TCN采用二层总线结构，分别为多功能车辆总线（MVB）和绞线式列车总线（WTB），其中MVB负责单节机车内部各单元的数据交换，而WTB负责机车与机车之间的重联通信，最多可实现三台机车重联。控制系统具有机车顺序逻辑控制、牵引和制动控制、无人警惕控制、机车主辅电路保护控制、机车重联控制、机车状态监控、故障信息记录和显示等功能。

### 转向架
机车走行部为两台完全相同的三轴转向架，其结构与IORE型电力机车大致相同。转向架构架采用钢板焊成箱形结构的“目”字型构架，轮对轴箱采用单侧拉杆定位，车轮为整体辗钢车轮。一系悬挂采用螺旋弹簧配合轴箱拉杆及垂向油压减震器；二系悬挂为高圆螺旋弹簧配合垂向油压减震器。牵引力或制动力通过内侧低位斜牵引拉杆传递。驱动装置主要包括牵引电动机、铸造齿轮箱、抱轴箱体、主从动齿轮等部件，牵引电动机采用滚动轴承抱轴式半悬挂、单边单级刚性斜齿轮传动。基础制动装置为轮盘制动，每个车轮安装一套独立的单元制动器，其中每个转向架有两套单元制动器具有弹簧停车储能停放制动功能。转向架并设有轮缘润滑装置。

## 配属
| 机车编号                     | 配属局段                               | 当次配属数量 | 累计配属批次/台数/路局总配属                                                                       |
| ---------------------------- | -------------------------------------- | ------------ | -------------------------------------------------------------------------------------------------- |
| HXD3B - 0001 ～ HXD3B - 0100 | 京局丰段（唐）（北京铁路局丰台机务段） | 100台        | 北京铁路局唐山机务段支配使用，原配属上局宁东段（上海铁路局南京东机务段）                           |
| HXD3B - 0101 ～ HXD3B - 0130 | 沈局连段（沈阳铁路局大连机务段）       | 30台         | |
| HXD3B - 0131 ～ HXD3B - 0158 | 京局丰段（石）（北京铁路局丰台机务段） | 28台         | 北京铁路局石家庄电力机务段支配使用                                                                 |
| HXD3B - 0159 ～ HXD3B - 0210 | 沈局连段（沈阳铁路局大连机务段）       | 52台         | 共配属2批/82台                                                                                     |
| HXD3B - 0211 ～ HXD3B - 0230 | 沈局锦段（沈阳铁路局锦州机务段）       | 20台         | |
| HXD3B - 0231 ～ HXD3B - 0250 | 沈局苏段（沈阳铁路局苏家屯机务段）     | 20台         | |
| HXD3B - 0251 ～ HXD3B - 0270 | 京局丰段（北京铁路局丰台机务段）       | 20台         | 共配属3批/148台，（北京局共配属148台）                                                             |
| HXD3B - 0271 ～ HXD3B - 0350 | 沈局锦段（沈阳铁路局锦州机务段）       | 80台         | 共配属2批/100台                                                                                    |
| HXD3B - 0351 ～ HXD3B - 0499 | 沈局苏段（沈阳铁路局苏家屯机务段）     | 149台        | 共配属2批/169台，（沈阳局共配属351台）                                                             |
| HXD3B - 1893                 | 京局丰段（北京铁路局丰台机务段）       | 1台          | 配属1台，第五代 “毛泽东号” （这台机车非单独制造而是在500台中原配属丰台机务段批量车里；目前已摘牌） |

## 机车命名

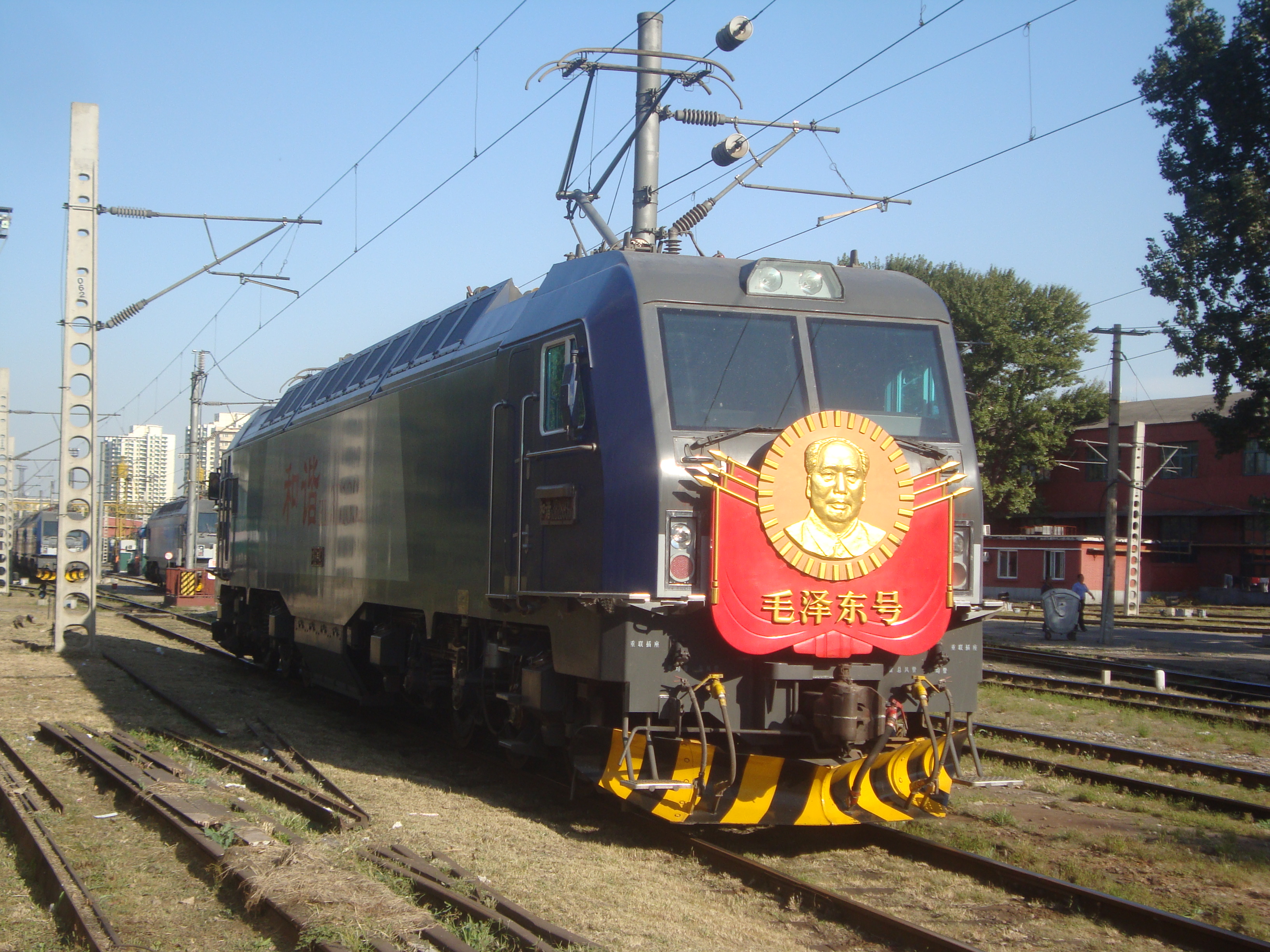
HXD3B-1893号机车在丰台机务段内

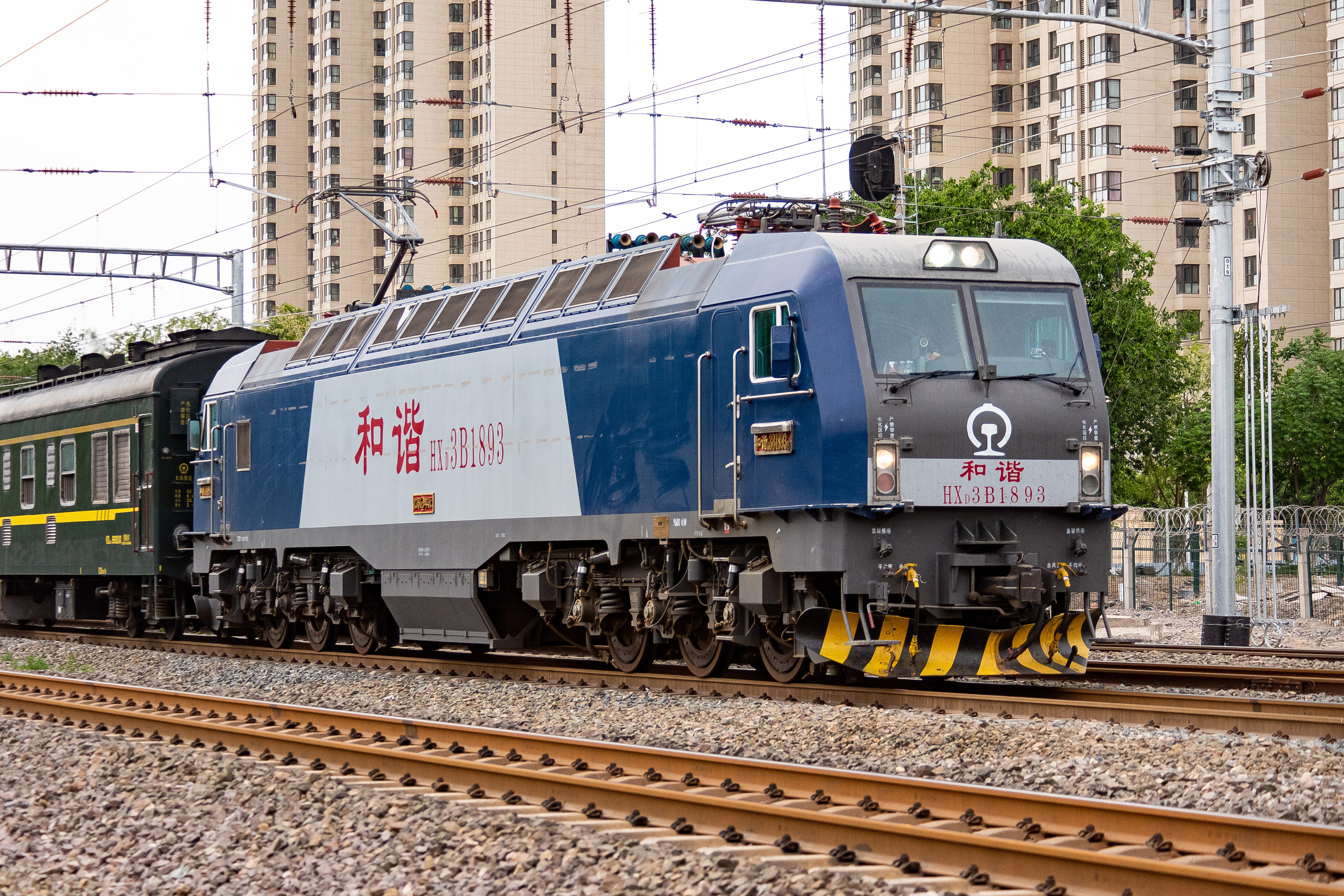
摘牌后的HXD3B-1893牵引K5226次临时旅客列车（2021年5月）

2010年，北京铁路局丰台机务段向铁道部提出了“毛泽东号”机车换型申请；2010年10月，铁道部批示新一代“毛泽东号”机车采用大连机车车辆有限公司生产的HXD3B型电力机车。2010年12月20日，“毛泽东号”机车第四次换型，以毛泽东诞辰年份为车号的HXD3B型1893号电力机车成为第五代“毛泽东号”机车，替换了上一代的东风4D型1893号柴油机车。2014年7月1日，该机车开始牵引北京西至安庆的K1071/1072次列车，直至同年12月“毛泽东号”机车再次更换为和谐3D型1893号电力机车。

## 重大事故
- 2013年10月17日，沈阳铁路局锦州机务段的HXD3B型0214号机车，牵引检930次货物列车经由沈山铁路运行。下午1时29分，当列车在锦州站8道通过时，在617号道岔处机后1位和3至8位脱轨。列车脱轨及停车约10分钟后，侵限车辆与2道通过的检928次货物列车发生侧面相撞，造成检928次列车的机后1至7位脱轨，检930次列车的机车及机后2位脱轨，中断沈山线上行线行车[9]。事故原因为司机没有及时检查发现列车脱轨，车站值班员、助理值班员、列车调度员没有及时查明并报告停车原因，盲目指挥行车。事故造成沈局锦段HXD3B型0214号小破段修，沈局苏段0430号机车大破厂修。HXD3B0430号机车于2014年6月下旬在大连机车厂修复完毕准备交付沈局苏段继续使用。